# Erupción del monte Semeru de 2021
La erupción del monte Semeru, un volcán en la provincia de Java Oriental de la isla indonesia de Java, comenzó el 4 de diciembre de 2021. La erupción comenzó después de que fuertes precipitaciones provocaron el colapso del domo de lava en la cumbre. Los flujos piroclásticos y lahares dañaron al menos 5,205 viviendas y varios edificios públicos. Al menos 43 personas han muerto en erupción.

## Antecedentes
Semeru es uno de los más de 100 volcanes activos en Indonesia. Con 3.676 metros de altura, es el volcán más alto de la isla. El volcán es parte de una cadena de montañas volcánicas que se extiende desde el norte de Sumatra hasta las Islas Menores de la Sonda. El vulcanismo en Indonesia se asocia principalmente con la subducción costa afuera de la placa australiana debajo de la placa de la Sonda. El registro más antiguo de una erupción data de 1818. Desde entonces, se han producido erupciones importantes en 1941, 1942, 1945, 1946, 1947, 1950, 1951, 1952, 1953, 1954, 1955-1957, 1958, 1959, 1960, 1977, y 1978-1989. En enero de 2021 se produjo una erupción menor sin que se registraran víctimas. La erupción del 4 de diciembre fue la última de una serie de erupciones explosivas en el volcán desde 2014. Las erupciones recientes en el volcán han estado acompañadas de flujos piroclásticos, columnas de erupción y avalanchas de escombros.
La erupción más mortal de Semeru ocurrió el 29 de agosto de 1909 cuando los flujos piroclásticos y la lava destruyeron 38 asentamientos y 600-800 hectáreas de tierras de cultivo. Esa erupción se cobró 208 vidas. Desde entonces, la mayor parte de la actividad eruptiva del volcán se ha limitado a erupciones estrombolianas menores. Una erupción en 1994 provocó la muerte de tres personas. En mayo de 1981, las fuertes lluvias hicieron que el lago del cráter en la cima del volcán se desbordara, provocando una inundación repentina. Aproximadamente 26 aldeas en seis subdistritos se vieron gravemente afectadas por las inundaciones. La cifra oficial de muertos por las inundaciones de 1981 ascendió a 251 según las estadísticas del gobierno. Otras 120 personas se perdieron y 152 resultaron heridas.

## Erupción
Se cree que la erupción comenzó cuando una cúpula de lava en el cráter de la cumbre colapsó debido a las intensas precipitaciones. Un vulcanólogo del Instituto de Tecnología de Bandung dijo que el flujo de escombros de la erupción fue una acumulación de material de erupciones pasadas. Las fuertes lluvias erosionaron el material volcánico en la cima, desestabilizando el domo de lava. La cúpula colapsada provocó una serie de flujos piroclásticos que viajaron por las laderas del volcán. Según un informe del departamento geológico del Ministerio de Energía y Recursos Minerales, la altura de la pluma puede haber sido tan grande como 45 km, aunque hay afirmaciones de que la altura era de solo 11 km. Se están realizando investigaciones para determinar la altura de la pluma.
Entre el 5 y el 9 de diciembre, ocho flujos piroclásticos viajaron a 3 km o más del pico. Los flujos viajaron en dirección sureste.

## Impacto y víctimas
En Malang Regency, seis subdistritos se vieron afectados por la caída de ceniza. También se vieron afectados ocho pueblos y dos subdistritos de la regencia de Lumajang. La destrucción del puente Gladak Perak bloqueó el acceso de vehículos por carretera a las aldeas de la región. También se desencadenaron cortes de energía y apagones, que afectaron al menos a 30.253 personas. En el distrito de Pronojiwo de Java Oriental, al menos 30 casas fueron destruidas por los flujos de lava. Se estima que 300 familias fueron evacuadas.
Ya se han registrado 34 víctimas; la primera identificada era el dueño de una tienda y se informó que dos mineros desaparecieron cuando el puente Gladak Perak en Lumajang colapsó debido a un lahar. Otros 10 mineros en una mina de arena en el pueblo de Renteng quedaron atrapados y se llevó a cabo un intento de rescatar a los mineros.<